# Temps de l'envoi
Dans la liturgie catholique, le temps de l'envoi est une étape de la messe. Il se décompose en deux temps :
- la bénédiction finale ;
- l'envoi.

## La bénédiction finale
Au moment où la messe va s'achever, le prêtre confirme l'assemblée dans la grâce de Dieu. Il prononce une bénédiction, en marquant celle-ci du signe de la croix. L'assemblée va se disperser. Par la bénédiction finale, le prêtre exprime une dernière fois la faveur de Dieu pour son peuple.

## L'envoi
Le « cadeau » reçu à la messe doit être partagé et communiqué par le témoignage. Le chrétien est donc un apôtre.
Le diacre ou le prêtre dit : « Allez dans la paix du Christ ». 
L'assemblée répond : « Nous rendons grâce à Dieu ».